# Gare d'Onoda
La gare d'Onoda (小野田駅, Onoda-eki) est une gare ferroviaire de la ville de San'yō-Onoda, dans la préfecture de Yamaguchi au Japon. Elle est exploitée par la compagnie JR West.

## Situation ferroviaire
La gare d'Onoda est située au point kilométrique (PK) 488,0 de la ligne principale Sanyō. Elle marque la fin de la ligne Onoda.

## Histoire
La gare a été inaugurée le 3 décembre 1900.

## Service des voyageurs

### Accueil
La gare dispose d'un bâtiment voyageurs ouvert tous les jours, avec des guichets et des automates pour l'achat de titres de transport.

### Desserte
- Ligne Onoda :
  - voie 3 : direction Onodakō et Ube-Shinkawa
- Ligne principale Sanyō :
  - voie 4 : direction Shimonoseki
  - voie 6 : direction Shin-Yamaguchi et Tokuyama